# Hotel spa
Hotel spa – hotel oferujący usługi odnowy biologicznej, relaksacyjne oraz wypoczynkowe, mające na celu zregenerowanie sił zarówno fizycznych, jak i psychicznych, poprawę zdrowia i kondycji organizmu, zrelaksowanie się. Nazwa pochodzi o łacińskiego stwierdzenia sanitas per aquam – co oznacza: zdrowie przez wodę.
Hotele spa oferują pakiety zabiegów, dobrane pod kątem wieku, płci, stanu zdrowia, mające na celu poprawienie kondycji fizycznej i samopoczucia. Często zabiegi mają także na celu pomoc w walce z nadwagą, cellulitem, starzeniem, zniszczoną skórą. Ponadto hotele te oferują dodatkowe atrakcje z dziedziny rekreacyjnej i sportowej. Obiekty te w większości położone są z dala od miast.
W hotelach spa pracują specjaliści z zakresu zdrowia i urody – kosmetycy, kosmetolodzy, dietetycy, dermatolodzy, masażyści, fryzjerzy itp., a także animatorzy, którzy zapewniają gościom rozrywkę.
Jedną z odmian hoteli spa są beach spa, które mają dostęp do plaży i dysponują szerokim zakresem sportów wodnych.